# NGC 7738
NGC 7738 est une galaxie spirale barrée située dans la constellation des Poissons. Sa vitesse par rapport au fond diffus cosmologique est de 6 383 ± 26 km/s, ce qui correspond à une distance de Hubble de 94,1 ± 6,6 Mpc (∼307 millions d'al). NGC 7738 a été découverte par l'astronome italien Gaspare Stanislao Ferrari (it) en 1865.
La classe de luminosité de NGC 7738 est II et elle présente une large raie HI.
Selon la base de données astronomique Simbad, NGC 7738 est une galaxie LINER, c'est-à-dire une galaxie dont le noyau présente un spectre d'émission caractérisé par de larges raies d'atomes faiblement ionisés.
En raison d'une brillance de surface égale à 14,29 mag/am2, on peut qualifier NGC 7738 de galaxie à faible brillance de surface (LSB en anglais pour low surface brightness). Les galaxies LSB sont des galaxies diffuses (D) avec une brillance de surface inférieure de moins d'une magnitude à celle du ciel nocturne ambiant.
À ce jour, seule une mesure non basée sur le décalage vers le rouge (redshift) donne une distance d'environ 82,900 Mpc (∼270 millions d'al), ce qui est à l'extérieur des valeurs de la distance de Hubble.